# Форсберг, Линда
Линда Мария Форсберг (швед. Linda Maria "Foppa" Forsberg, родилась 19 июня 1985 года) — шведская футболистка, игравшая на позиции нападающей.

## Биография
Известна по выступлениям за клубы «Хаммарбю», «Юргорден» и «Русенгорд» в чемпионате Швеции. Обладательница двух чемпионских титулов в составе «Мальмё», лауреат премии лучшей молодой футболистки в Швеции 2007 года. В составе сборной Швеции играла на чемпионатах мира 2007 и 2011 годов и на Олимпиаде 2008 года. Бронзовый призёр чемпионата мира 2011 года. Карьеру завершила по окончании сезона 2010/2011.